# Бэннон, Джим
Джим Бэннон (англ. Jim Bannon), имя при рождении Джеймс Шорттел Бэннон (англ.  James Shorttel Bannon; 9 апреля 1911 – 28 июля 1984) – американский актёр радио, кино и телевидения 1930-1960-х годов.
Известность Бэннону принесли главные роли частного детектива Джека Паккарда в трёх фильмах 1945-1946 годов, сделанных по мотивам радиосериала «Я люблю тайну», и ковбоя Реда Райдера в четырёх вестернах 1949 года. Бэннон также сыграл главную роль в фильме нуар «Пропавший присяжный» (1944) и роли второго плана в фильмах нуар «Подставленный» (1947), «Агенты казначейства» (1947), «Джонни О'Клок» (1947) и «Тринадцатый час» (1947).
Позднее Бэннон добился успеха на телевидении благодаря главным ролям в мыльной опере «Хокинc-Фоллз, население 6200» (1950-1955), подростковом вестерн-сериале «Приключения Чемпиона» (1955-1956) и вестерн-сериале «Кейси Джонс» (1957-1958).

## Ранние годы жизни и начало карьеры
Джим Бэннон, имя при рождении Джеймс Шорттел Бэннон, родился 9 апреля 1911 года в Канзас-Сити, Миссури. После окончания школы Бэннон поступил в колледж Рокхёрст (англ.  Rockhurst College) в Канзас-Сити, где активно занимался футболом, бейсболом и поло. После окончания колледжа Бэннон начал карьеру радиоведущего на местной станции KCKN, затем недолго проработал на станции KMOX в Сент-Луисе.
В 1937 году Бэннон переехал в Лос-Анджелес, где начал карьеру радиоактёра в таких сериалах, как «Великий Гилдерслив», «Час Чейз и Санборн» и «Звёзды над Голливудом». Его самой заметной ролью на радио стала роль детектива Джека Паккарда в чрезвычайно успешном сериале «Я люблю тайну», который выходил в эфир в 1939-1945 годах. В этом сериале Паккард вместе с коллегой Доком Лонгом (Бартон Ярбро) расследовали таинственные дела с элементами сверхъестественного. В 1945-1946 годах на основе радиосериала киностудия Columbia Pictures произвела три фильма, в которых Бэннон и Ярбро повторили свои роли.

## Карьера в кинематографе
В 1944 году из-за язвы желудка Бэннона признали негодным к воинской службе, и он работал гражданским инструктором полётов. В том же году режиссёр Бадд Беттикер пригласил Бэннона на главную роль газетного репортёра, который раскрывает серию загадочных убийств присяжных, в фильме нуар студии Columbia Pictures «Пропавший присяжный» (1944). В том же году в фильме ужасов «Душа монстра» (1944) Бэннон сыграл врача, пытающегося спасти от смерти своего коллегу, а в военной романтической мелодраме «Сержант Майк» (1944) сыграл лейтенанта.

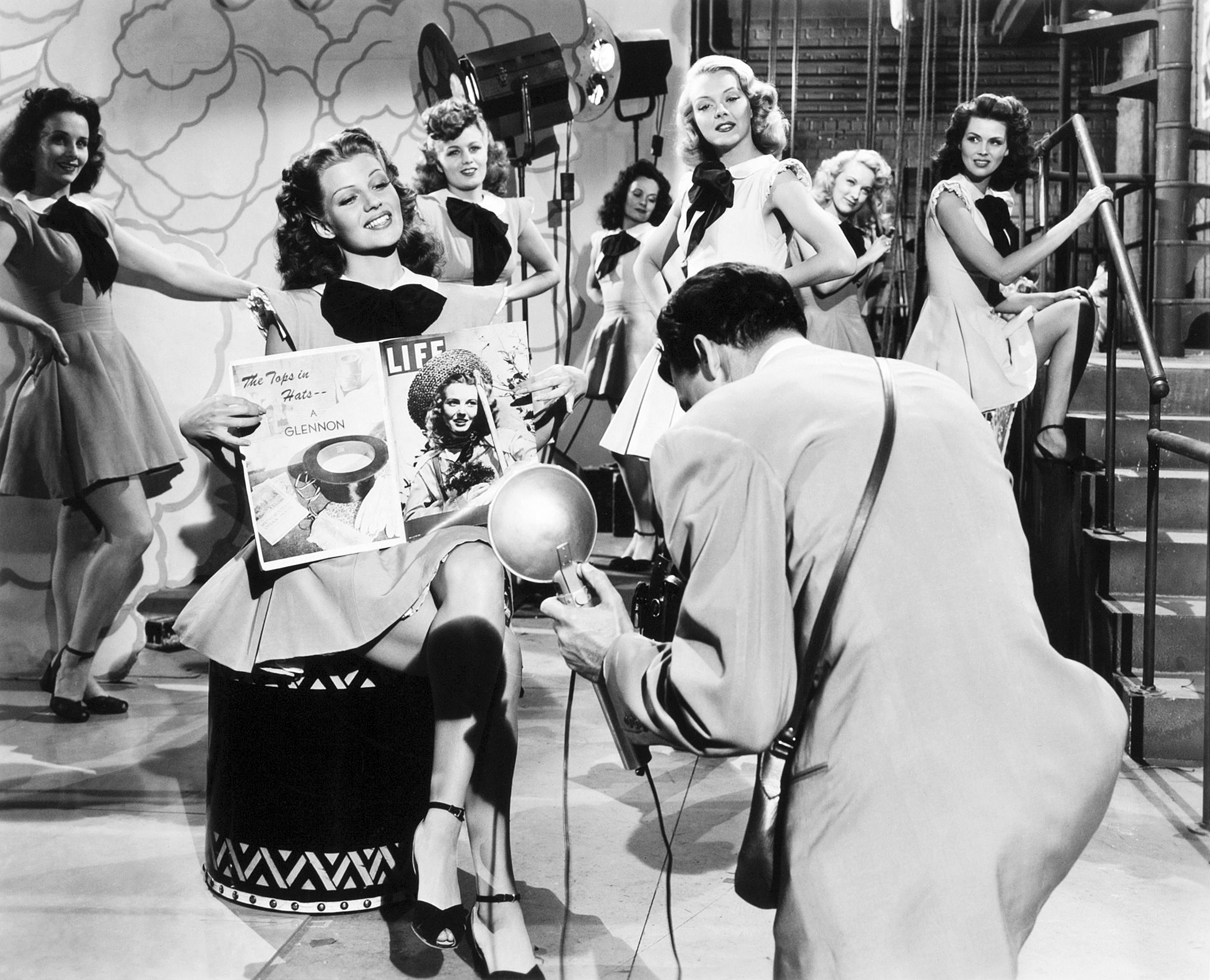
Рита Хейворт и Джим Бэннон в роли фотокорреспондента журнала «Лайф» в фильме «Сегодня вечером и каждый вечер» (1945)

В 1945 году Бэннон появился в роли фотографа в мюзикле с Ритой Хейуорт «Сегодня вечером и каждый вечер» (1945), сыграл главную роль капитана подводной лодки в военной драме «Из глубин» (1945), а также главную мужскую роль бизнесмена, влюбляющегося в героиню (Джинкс Фолькенбург), в музыкальной комедии «Весёлая синьорита» (1945).
В 1945-1946 годах студия Columbia Pictures произвела три фильма, основанных на популярном радиосериале «Я люблю тайну», в которых Бэннон в роли частного детектива Джека Паккарда и Бартон Ярбро в роли его напарника Дока Лонга раскрывали преступления с элементами сверхъестественного. Первый фильм, который так и назывался «Я люблю тайну» (1945), рассказывает историю светского джентльмена, который получает странные сообщения от азиатского тайного общества, угрожающие его жизни. Он приходит к убеждению, что через три дня ему отрубят голову, и Паккарду и Лонгу придётся приложить немалые усилия, чтобы предотвратить его смерть. Во втором фильме «Маска дьявола» (1946) детективы должны установить личность человека, усохшая голова которого была обнаружена среди обломков разбившегося самолета. Как выясняется, голова принадлежала учёному, который исчез в Южной Америке во время экспедиции. Сюжет фильма «Неизвестное» (1946) вращается вокруг дележа наследства пожилой хозяйки богатой усадьбы в Кентукки. Когда свою законную долю пытается получить 20-летняя внучка, жизнь её оказывается под угрозой, и ей приходится призвать на помощь детективов Паккарда и Лонга. Как было написано в журнале TV Guide, фильм «полон различных штук, которые гарантировано заставят зрителей вскакивать со своих кресел, таких как тайные проходы, грабитель могилы в капюшоне, жуткие тени и таинственные убийства». В том же году Бэннон сыграл члена преступного клана в вестерне «Ренегаты» (1946) с Ларри Парксом и Эвелин Кейс.
В 1946 году он подписал постоянный контракт со студией Columbia, сыграв в течение следующего года роли второго плана в четырёх достаточно успешных фильмах нуар – «Подставленный» (1947) с Гленном Фордом, «Агенты казначейства» (1947) с Деннисом О’Кифом, «Джонни О'Клок» (1947) с Диком Пауэллом и «Тринадцатый час» (1947) с Ричардом Диксом. Он также сыграл детектива полиции в криминальной комедии с Джорджем Брентом и Джоан Блонделл «Труп с доставкой на дом» (1947).
В 1948 году Бэннон сыграл роль второго плана в вестерне «Человек из Колорадо» (1948) с участием Гленна Форда и Уильяма Холдена, после чего перешёл на студию Republic Pictures, где исполнил главную роль сержанта в 167-минутном приключенческом вестерн-киносериале «Опасности канадской конной полиции» (1948) . В 1948-1949 годах Бэннон сыграл роли второго плана ещё в четырёх малобюджетных приключенческих фильмах и вестернах, пока в 1949 году не получил заглавную роль в киносериале-вестерне о Реде Райдере. Как написал историк кино Бойд Мейджерс, «Бэннон более всего известен как последний из четырёх актёров, сыгравший знаменитого вымышленного ковбоя Реда Райдера в многолетней серии фильмов категории В, которая завершилась в 1949-1950 годах четырьмя фильмами студии Eagle-Lion Films – «Скачи, Райдер, скачи» (1949), «Греми, гром, греми» (1949), «Сражающийся рыжий» (1949) и «Ковбой и боксёр» (1949).

В 1950 году Бэннон снялся в роли второго плана в спортивной комедии студии Columbia Pictures с Уильямом Бендиксом «Убить судью» (1950), после чего появился в двух малобюджетных вестернах студии Monogram Pictures, а также предстал в образе учёного в научно-фантастическом фильме «Неизвестный мир» (1951). 

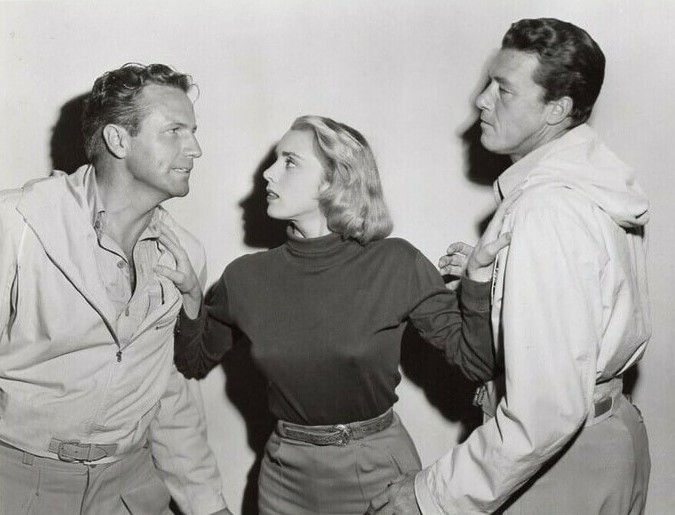
Брюс Келлог, Мэрилин Нэш и Джим Бэннон, Рекламное фото к фильму «Неизвестный мир» (1951)

 В 1951 году Бэннон сыграл также в серии из семи низкобюджетных вестернов студии Monogram Pictures с участием Уипа Уилсона и Фаззи Найта. У него также была небольшая роль преступника в вестерне студии Columbia «Техасские рейнджеры» (1951) с участием Джорджа Монтгомери и Гейл Сторм. В 1953-1954 годах Бэннон сыграл роли второго плана в таких вестернах, как «Отряд „Стрела“» (1953) с Джеффом Чандлером и Морин О’Харой на студии Universal Pictures, «Джек Слейд» (1953) с Марком Стивенсом и Дороти Мэлоун на Monogram и «Великий рейд Джесси Джеймса» (1953) с Уилардом Паркером и Барбарой Пэйтон на студии Lippert Pictures и «Капитан» (1954) с Гаем Мэдисоном на студии Warner Bros..
Во второй половине 1950-х годов Бэннон сыграл небольшие роли (без указания в титрах) в фильме нуар «Секреты Чикаго» (1953), в биографической драме с Дороти Мэлоун «Слишком много, слишком скоро» (1958) и фильме нуар с Марой Кордэй «Девушки гуляют» (1958), а также в криминальной драме «Внутри мафии» (1959) с Кэмероном Митчеллом. В 1959 году Бэннон сыграл заметную роль капитана в исторической приключенческой ленте «Они приехали в Кордура» (1959) с участием Гэри Купера и Риты Хейуорт. Последними картинами, в которых появился Бэннон, были комедии с Роком Хадсоном «Скопление орлов» (1963) и «Любимый спорт мужчин» (1964, его последнее упоминание в титрах), а также комедия с Джеком Леммоном «Хороший сосед Сэм» (1965).

## Карьера на телевидении
С начала 1950-х годов Бэннон стал преимущественно работать на телевидении, сыграв вплоть до 1965 года в 41 сериале.
В период с 1950 по 1955 год Бэннон играл одну из главных ролей местного журналиста Митча Фредерикса в 549 эпизодах мыльной оперы «Хокинc-Фоллз, население 6200» (1950-1955), съёмки которой проходили в прямом эфире в студии, расположенной в Чикаго. Записи большинства эпизодов сериала считаются утерянными. По некоторым данным, Бэннон играл в сериале только в сезоне 1954-1955 годов.
В 1950-1954 годах Бэннон сыграл разные роли в четырёх эпизодах семейного вестерн-сериала «Шоу Джина Отри» (1950-1955), а в 1950-1957 годах исполнил разные роли в семи эпизодах вестерн сериала «Одинокий рейнджер» (1950-1957), в 1951 году Бэннон повторил Реда Райдера на телевидении в единственном эпизоде одноимённого сериала, а в 1951-1953 годах появился в различных ролях в восьми эпизодах вестерн-сериала «Скачущий по холмам» (1951-1953). В этот период он также снялся в таких сериалах, как «Приключения Кита Карсона» (1952), «Моя маленькая Марджи» (1953) и «Приключения Дикого Билла Хикока» (1953).
В 1955-1956 годах в 26 эпизодах детского вестерн-сериала о приключениях 12-летнего парня и лошади «Приключения Чемпиона» (1955-1956) Бэннон играл главную взрослую роль отца юного героя. В 1957-1958 годах Бэннон исполнил роль шерифа в семи эпизодах приключенческого железнодорожного вестерн-сериала «Кейси Джонс» (1957-1958) .
Бэннона также можно было увидеть в отдельных эпизодах таких популярных телесериалов, как «Мэверик» (1957), «Жизнь и житие Уайатта Эрпа» (1957-1958, 2 эпизода), «Истории Уэллс-Фарго» (1957-1959, 2 эпизода), «Лесси» (1957-1963, 2 эпизода), «Зорро» (1958), «Бэт Мастерсон» (1958), «Караван повозок» (1958-1963, 2 эпизода), «Крутые всадники» (1959), «Триллер» (1961-1962, 2 эпизода), «Бескрайняя страна» (1963) и «Дни в Долине смерти» (1965).
В 1965 году Бэннон завершил карьеру на телевидении, после чего переехал в Финикс, Аризона, где стал работать ведущим утренних новостей, а также ведущим собственного дневного шоу на радиостанции KTAR.

## Актёрское амплуа и оценка творчества
Бэннон был высокого роста (188 см) и обладал хорошим телосложением. Начав карьеру на радио, с 1944 года он стал играть главные роли в фильмах нуар и вестернах категории В. Начиная с 1950-х годов, Бэннон появлялся в кино лишь в небольших характерных ролях, главным образом в вестернах, и в основном работал на телевидении. Вплоть до 1965 года, когда завершил карьеру кино- и телеактёра, он сыграл главные или постоянные роли в таких популярных сериалах, как «Хокинc-Фоллз, население 6200» (1950-1955), «Приключения Чемпиона» (1955-1956) и «Кейси Джонс» (1957-1958) .

## Личная жизнь
С 1938 вплоть до развода в 1950 году Бэннон был женат на актрисе Би Бенадерет. В браке родилось двое детей – дочь Мэгги (1947) и сын Джек Бэннон (1947-2017), который стал телевизионным актёром. В 1961 году Бэннон женился на Барбаре Корк (англ.  Barbara Cork), с которой развёлся в 1981 году.

## Смерть
В конце жизни Бэннон страдал от болезни лёгких. Джим  Бэннон умер 28 июля 1984 года в Вентуре, Калифорния, США, в возрасте 73 лет.

## Фильмография
| Год        |   | Русское название                                             | Оригинальное название                     | Роль                                                            |
| ---------- | - | ------------------------------------------------------------ | ----------------------------------------- | --------------------------------------------------------------- |
| 1944       | ф | Пропавший присяжный                                          | The Missing Juror                         | Джо Китс                                                        |
| 1944       | ф | Душа монстра                                                 | The Soul of a Monster                     | доктор Роджер Вэнс                                              |
| 1944       | ф | Сержант Майк                                                 | Sergeant Mike                             | лейгенант Патрик Генри                                          |
| 1944       | ф | Это убийство                                                 | It's Murder                               | Том Блейр (в титрах не указан)                                  |
| 1945       | ф | Веселая сеньорита                                            | The Gay Senorita                          | Фил Долан                                                       |
| 1945       | ф | Я люблю тайну                                                | I Love a Mystery                          | Джек Паккард                                                    |
| 1945       | ф | Сегодня вечером и каждый вечер                               | Tonight and Every Night                   | фотограф из «Лайф»                                              |
| 1945       | ф | Из глубин                                                    | Out of the Depths                         | капитан Фэвершем                                                |
| 1946       | ф | Маска Дьявола                                                | The Devil's Mask                          | Джек Пакард                                                     |
| 1946       | ф | Отступники                                                   | Renegades                                 | Кэш Демброу                                                     |
| 1946       | ф | Неизвестное                                                  | The Unknown                               | Джек Паккард                                                    |
| 1947       | ф | Тринадцатый час                                              | The Thirteenth Hour                       | Джерри Мейсон                                                   |
| 1947       | ф | Труп с доставкой на дом                                      | The Corpse Came C.O.D.                    | детектив, лейтенант Марк Уилсон                                 |
| 1947       | ф | Подставленный                                                | Framed                                    | Джек Вудворт                                                    |
| 1947       | ф | Джонни О'Клок                                                | Johnny O'Clock                            | Чак Блейден                                                     |
| 1947       | ф | Агенты казначейства                                          | T-Men                                     | агент Линдзи                                                    |
| 1948       | ф | Опасности Канадской конной полиции                           | Dangers of the Canadian Mounted           | сержант Крис Ройал                                              |
| 1948       | ф | Волшебное путешествие                                        | Miraculous Journey                        | Ник Травелли                                                    |
| 1948       | ф | Путь в Ларедо                                                | Trail to Laredo                           | Дэн Паркс                                                       |
| 1948       | ф | Приграничная месть                                           | Frontier Revenge                          | Боант, подручный                                                |
| 1948       | ф | Человек из Колорадо                                          | The Man from Colorado                     | Нэйджел                                                         |
| 1949       | ф | Дочь джунглей                                                | Daughter of the Jungle                    | Кеннет Ричардс                                                  |
| 1949       | ф | Ковбой и боксёр                                              | Cowboy and the Prizefighter               | Ред Райдер                                                      |
| 1949       | ф | Сражающийся рыжий                                            | The Fighting Redhead                      | Ред Райдер                                                      |
| 1949       | ф | Греми, гром, греми!                                          | Roll, Thunder, Roll!                      | Ред Райдер                                                      |
| 1949       | ф | Скачи, Райдер, скачи!                                        | Ride, Ryder, Ride!                        | Ред Райдер                                                      |
| 1950       | ф | Джиггс и Мэгги отправляются на Запад                         | Jiggs and Maggie Out West                 | Снейк-Байт Картер                                               |
| 1950       | ф | Проход через Сьерру                                          | Sierra Passage                            | Джад Йорк                                                       |
| 1950       | ф | Убить судью                                                  | Kill the Umpire                           | Дасти (в титрах не указан)                                      |
| 1950—1954  | с | Шоу Джина Отри                                               | The Gene Autry Show                       | разные роли (4 эпизода)                                         |
| 1950—1955  | с | Хокинс-Фоллз, население 6200                                 | Hawkins Falls, Population 6200            | Митч Фредерикс (548 эпизодов)                                   |
| 1950—1957  | с | Одинокий рейнджер                                            | The Lone Ranger                           | разные роли (5 эпизодов)                                        |
| 1951       | ф | Налётчики в каньоне                                          | Canyon Raiders                            | Джим Бэннон                                                     |
| 1951       | ф | Ковбои вне закона                                            | Lawless Cowboys                           | Джим Бэннон                                                     |
| 1951       | ф | Злодеи из Невады                                             | Nevada Badmen                             | Джим Бэннон                                                     |
| 1951       | ф | По тропе преступников                                        | Ridin' the Outlaw Trail                   | Эйс Донли                                                       |
| 1951       | ф | Неизвестный мир                                              | Unknown World                             | Энди Остергаард                                                 |
| 1951       | ф | Разыскивается: живым или мёртвым                             | Wanted: Dead or Alive                     | маршал США Джим Бэннон                                          |
| 1951       | ф | Водитель дилижанса                                           | Stagecoach Driver                         | Джим Бэннон                                                     |
| 1951       | ф | Родео                                                        | Rodeo                                     | Бэт Горман                                                      |
| 1951       | ф | Техасские рейнджеры                                          | The Texas Rangers                         | Джефф Бартон, преступник (в титрах не указан)                   |
| 1951       | с | Ред Райдер                                                   | Red Ryder                                 | Ред Райдер (1 эпизод)                                           |
| 1951—1954  | с | Всадник на холмах                                            | The Range Rider                           | разные роли (8 эпизодов)                                        |
| 1952       | ф | Чёрная плеть                                                 | The Black Lash                            | Брант (в титрах не указан)                                      |
| 1952       | с | Приключения Кита Карсона                                     | The Adventures of Kit Carson              | разные роли (2 эпизода)                                         |
| 1953       | ф | Великий рейд Джесси Джеймса                                  | The Great Jesse James Raid                | Боб Форд                                                        |
| 1953       | ф | Джек Слейд                                                   | Jack Slade                                | Фарнворт                                                        |
| 1953       | ф | Призрак из космоса                                           | Phantom from Space                        | сержант полиции Джим                                            |
| 1953       | ф | Боевая стрела                                                | War Arrow                                 | капитан Роджер Корвин                                           |
| 1953       | с | Моя маленькая Марджи                                         | My Little Margie                          | Дэд Ай (1 эпизод)                                               |
| 1953       | с | Приключения Дикого Билла Хикока                              | Adventures of Wild Bill Hickok            | помощник шерифа Берт (1 эпизод)                                 |
| 1953       | с | Этель и Альберт                                              | Ethel and Albert                          | ведущий (5 эпизодов)                                            |
| 1954       | ф | Капитан                                                      | The Command                               | пехотинец (в титрах не указан)                                  |
| 1954       | с | Перекрёстный вопрос                                          | Cross Question                            | ведущий (1 эпизод)                                              |
| 1954       | с | Кавалькада Америки                                           | Cavalcade of America                      | (1 эпизод)                                                      |
| 1955       | с | Люк и Попрыгун                                               | Luke and the Tenderfoot                   | игрок (1 эпизод)                                                |
| 1955—1956  | с | Приключения Чемпиона                                         | The Adventures of Champion                | Сэнди Норт (26 эпизодов)                                        |
| 1956       | с | Энни Оукли                                                   | Annie Oakley                              | разные роли (2 эпизода)                                         |
| 1957       | ф | Секреты Чикаго                                               | Chicago Confidential                      | пилот (в титрах не указан)                                      |
| 1957       | с | Приключения Рин Тин Тина                                     | The Adventures of Rin Tin Tin             | Слэш Маккой (1 эпизод)                                          |
| 1957       | с | Мэверик                                                      | Maverick                                  | Мэтсон (1 эпизод)                                               |
| 1957 —1958 | с | Жизнь и житие Уайатта Эрпа                                   | The Life and Legend of Wyatt Earp         | разные роли (2 эпизода)                                         |
| 1957—1958  | с | Кейси Джонс                                                  | Casey Jones                               | шериф Том Тайнс (7 эпизодов)                                    |
| 1957—1959  | с | Истории Уэллс-Фарго                                          | Tales of Wells Fargo                      | разные роли (3 эпизода)                                         |
| 1957—1963  | с | Лесси                                                        | Lassie                                    | разные роли (2 эпизода)                                         |
| 1958       | ф | Девушки гуляют                                               | Girls on the Loose                        | охранник склепа (в титрах не указан)                            |
| 1958       | ф | Слишком много, слишком скоро                                 | Too Much, Too Soon                        | актёр, играющий в пьесе Томаса Джефферсона (в титрах не указан) |
| 1958       | с | Фьюри                                                        | Fury                                      | разные роли (3 эпизода)                                         |
| 1958       | с | Сержант Престон из Юкона                                     | Sergeant Preston of the Yukon             | Дирк (1 эпизод)                                                 |
| 1958       | с | Симаррон-Сити                                                | Cimarron City                             | шериф (1 эпизод)                                                |
| 1958       | с | Солдат                                                       | Buckskin                                  | Нейт Хардести (1 эпизод)                                        |
| 1958       | с | Барабан Джефферсона                                          | Jefferson Drum                            | Тэй Белойн (1 эпизод)                                           |
| 1958       | с | Театр 90                                                     | Playhouse 90                              | Майк Трейс (1 эпизод)                                           |
| 1958       | с | Бэт Мастерсон                                                | Bat Masterson                             | шериф (1 эпизод)                                                |
| 1958       | с | Рейс                                                         | Flight                                    | (1 эпизод)                                                      |
| 1958       | с | Зорро                                                        | Zorro                                     | Карлос Уриста (1 эпизод)                                        |
| 1958       | с | За закрытыми дверями                                         | Behind Closed Doors                       | полковник Паттерсон (1 эпизод)                                  |
| 1958—1959  | с | Всадники Маккензи                                            | Mackenzie's Raiders                       | разные роли (2 эпизода)                                         |
| 1958—1963  | с | Караван повозок                                              | Wagon Train                               | разные роли (2 эпизода)                                         |
| 1959       | ф | Они приехали в Кордура                                       | They Came to Cordura                      | капитан Палтц                                                   |
| 1959       | ф | Внутри мафии                                                 | Inside the Mafia                          | Луи, помощник регента (в титрах не указан)                      |
| 1959       | ф | Лохматый пес                                                 | The Shaggy Dog                            | Бетц, стенограф ФБР (в титрах не указан)                        |
| 1959       | с | К лучшему или к худшему                                      | For Better or Worse                       | ведущий                                                         |
| 1959       | с | Команда М                                                    | M Squad                                   | Сэм Хардинг (1 эпизод)                                          |
| 1959       | с | Суровые всадники                                             | The Rough Riders                          | Джонсон (1 эпизод)                                              |
| 1959       | с | Морская охота                                                | Sea Hunt                                  | разные роли (3 эпизода)                                         |
| 1960       | с | Данте                                                        | Dante                                     | человек (1 эпизод)                                              |
| 1961—1962  | с | Триллер                                                      | Thriller                                  | разные роли (2 эпизода)                                         |
| 1962       | ф | Сорок фунтов неприятностей                                   | 40 Pounds of Trouble                      | игрок с Запада (в титрах не указан)                             |
| 1962       | с | Премьера «Алкоа»                                             | Alcoa Premiere                            | Джордж Харгис (1 эпизод)                                        |
| 1963       | ф | Скопление орлов                                              | A Gathering of Eagles                     | полковник Морс                                                  |
| 1963       | с | Бескрайняя страна                                            | Wide Country                              | Ред Пикенс (1 эпизод)                                           |
| 1964       | ф | Хороший сосед Сэм                                            | Good Neighbor Sam                         | полицейский (в титрах не указан)                                |
| 1964       | ф | Любимый спорт мужчин                                         | Man's Favorite Sport?                     | лесной рейнджер (в титрах не указан)                            |
| 1965       | ф | Люк и Попрыгун                                               | Luke and the Tenderfoot                   | (в титрах не указан)                                            |
| 1965       | с | Дни в Долине смерти                                          | Death Valley Days                         | шериф Риди (1 эпизод)                                           |
| 1966       | ф | Королевская Канадская конная полиция и сокровища Чингис-Хана | R.C.M.P. and the Treasure of Genghis Khan | сержант Крис Ройал (в титрах не указан)                         |